# Spielbudenplatz

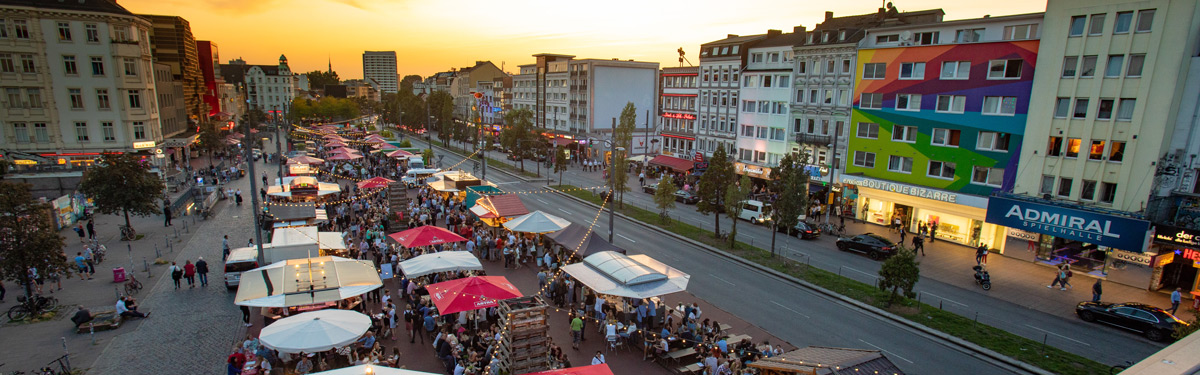
Spielbudenplatz beim St. Pauli Winzerfest 2019

Der Spielbudenplatz erstreckt sich auf der Südseite der Reeperbahn in Hamburg-St. Pauli von der Straße Beim Trichter im Osten bis zur Davidstraße, d. h. von dem Hochhaus-Komplex Tanzende Türme bis zur Davidwache. Dazwischen liegen unter anderem das Operettenhaus, das Wachsfigurenkabinett Panoptikum, das Docks, das Schmidts Tivoli und Schmidt Theater sowie das St. Pauli Theater.

## Geschichte

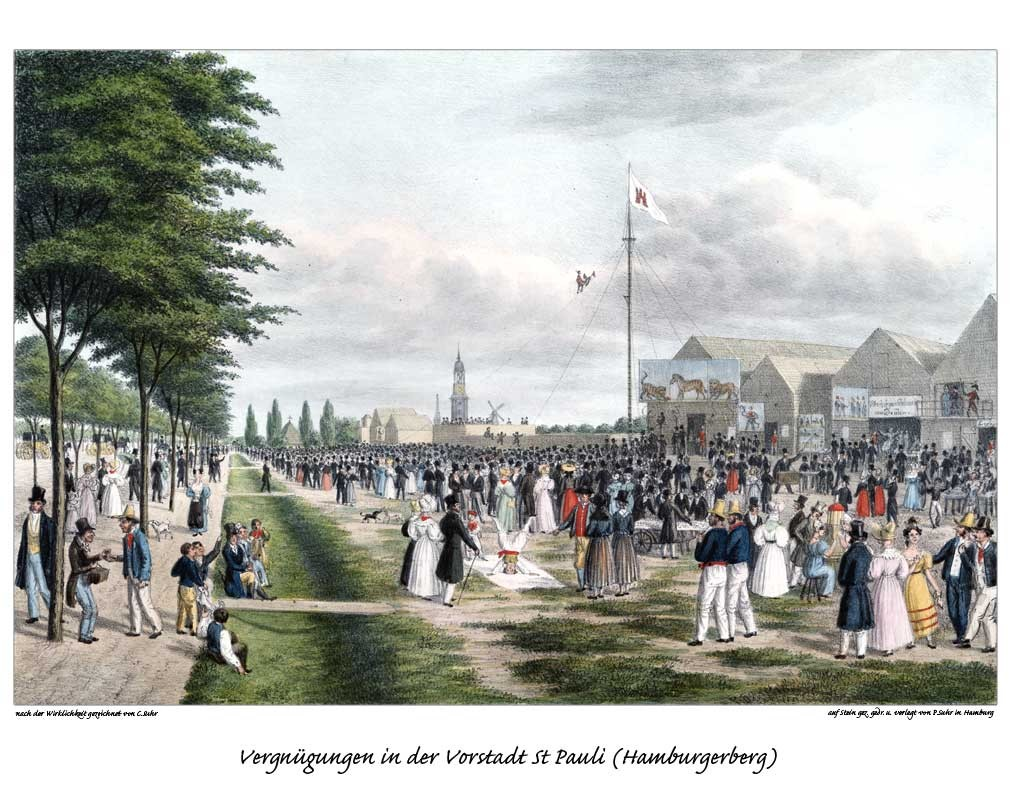
Der Spielbudenplatz mit den namensgebenden Holzbuden um 1800

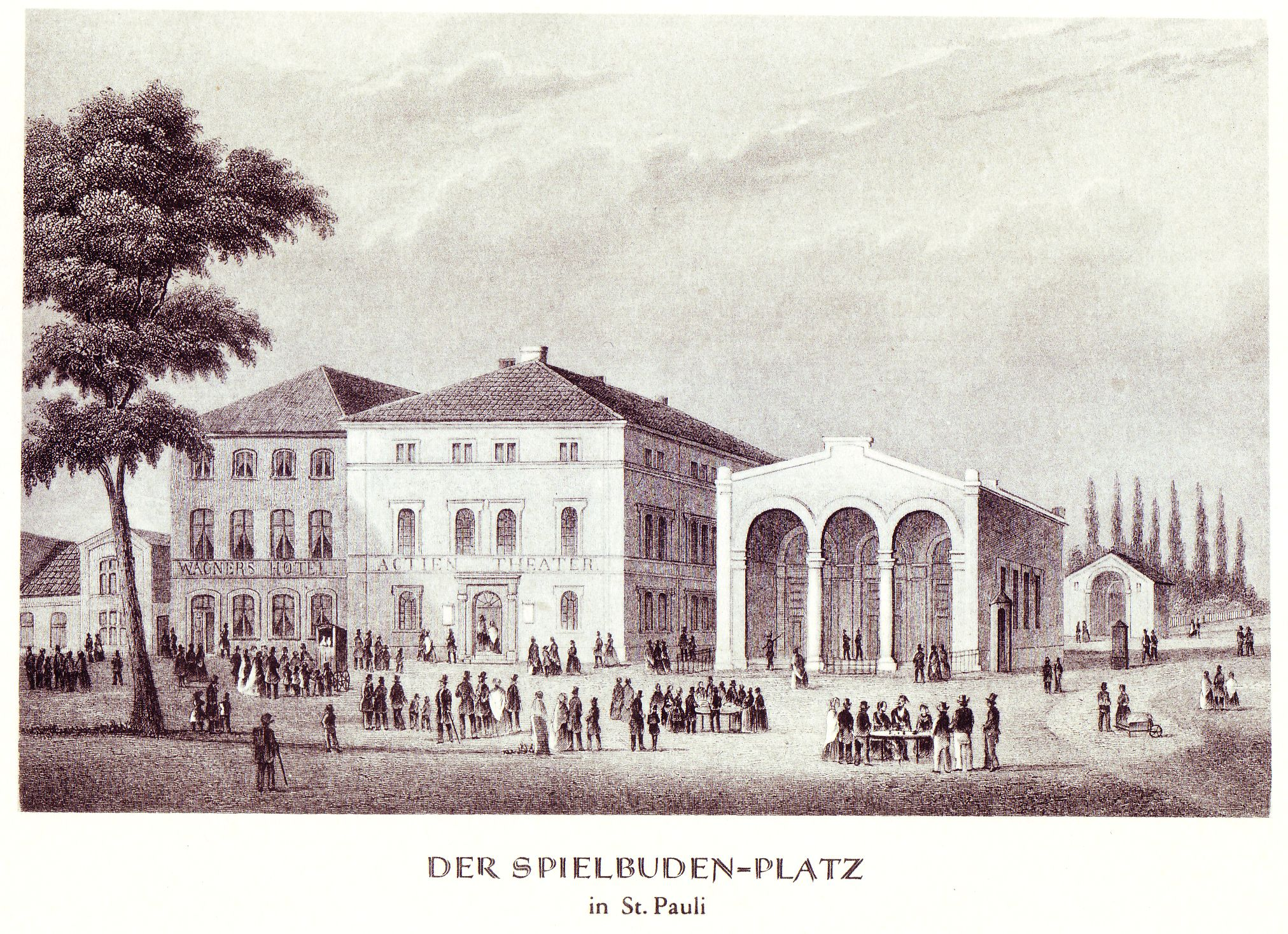
Spielbudenplatz um 1850

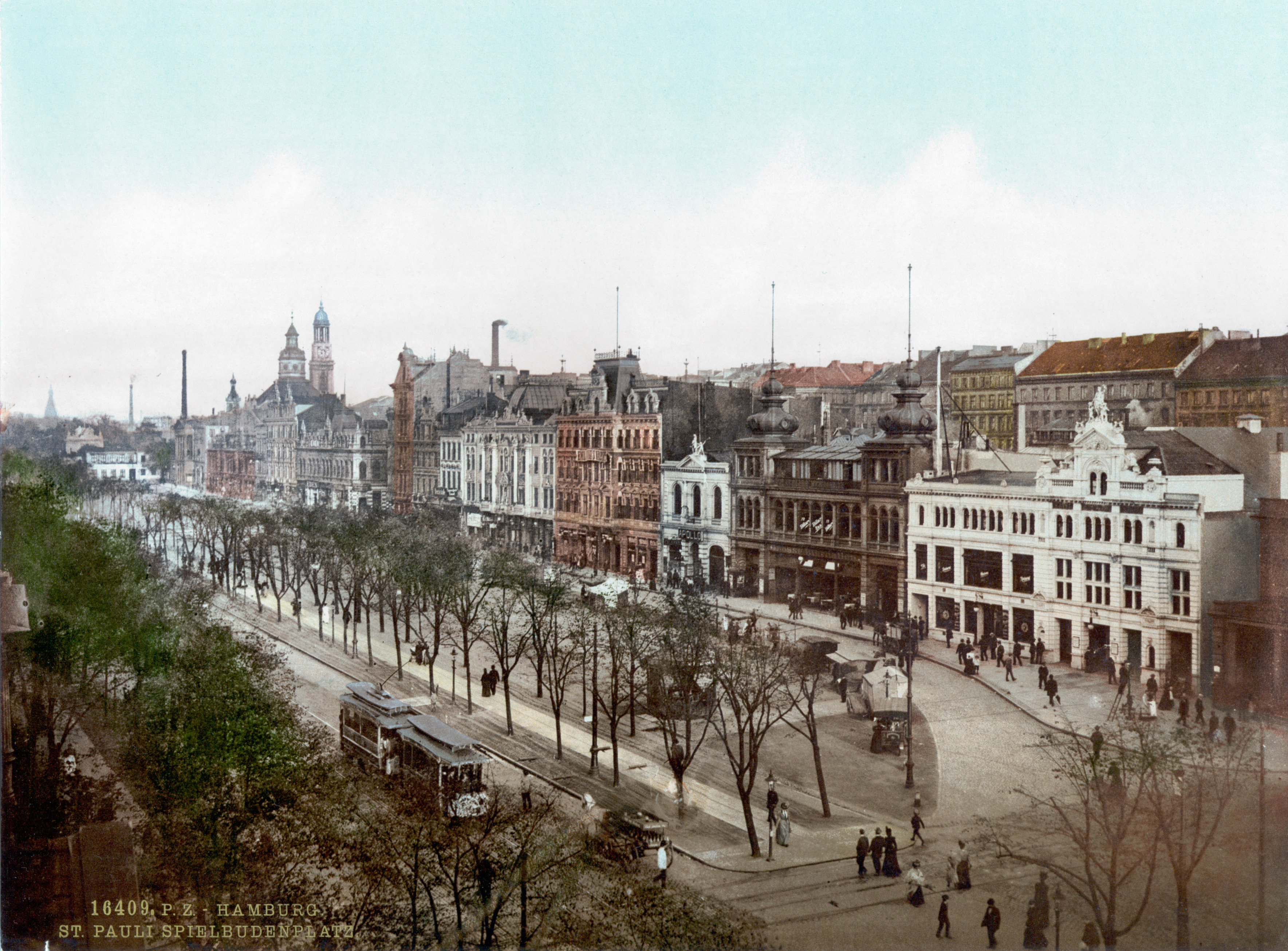
Spielbudenplatz um 1900

Vor dem Millerntor, einem der Hamburger Stadttore, ließen sich ab 1795 Künstler und Gaukler nieder. Ihre Holzbuden wurden wie die Häuser der Vorstädte Eimsbüttel, Rotherbaum und Hamm ab Juni 1813 von der französischen Besatzung in Erwartung der im Dezember beginnenden Belagerung Hamburgs zur Gewinnung freien Schussfeldes abgebrochen oder niedergebrannt. Später wurden die hölzernen Spielbuden durch feste Bauten ersetzt. Zahlreiche Veranstaltungslokale und Theater entstanden, die zum Ende des 19. Jahrhunderts meist mit prunkvollen Fassaden ausgestattet, untereinander wetteiferten. Im Zweiten Weltkrieg wurde insbesondere der östliche Teil der Bebauung durch Bomben zerstört und in den Nachkriegsjahren nicht wieder aufgebaut.

Ballhaus Trichter (um 1934)

Zu den bereits von den Franzosen abgebrannten Häusern gehörte auch der 1805 errichtete, „Trichter“ genannte Gartenpavillon, der sich, 1820 in vergrößerter Form mit Veranden und Lauben wieder aufgebaut, als „Ballhaus Trichter“ und als Revuetheater großer Beliebtheit erfreute. 1889 wurde daraus „Hornhardts Etablissement“, eine großzügigen Anlage mit Gartenwirtschaft, Musikmuschel, Konzertsaal und Aussichtsturm. 1906 wurde sie von einem neuen Eigentümer umfassend saniert und zu „Carl C.E. Clausens Konzertgarten“. Nach der Zerstörung im Zweiten Weltkrieg entstand auf dem Gelände nach 1958 die Astra-Bowlingbahn und das China-Restaurant „Mandarin“, die später lange leer standen. Von 1991 bis 2009 nutzten Leif Nüske und Oliver Korthals die Räume für „Dancefloor-Jazz“-Veranstaltungen unter der Bezeichnung „Mojo Club“ bzw. „Mandarin-Kasino“. Im Jahr 2012 wurde dort der Büro- und Hotelkomplex Tanzende Türme nach einem Entwurf des Architekten Hadi Teherani errichtet. Im Kellergeschoss der Türme wurde der „Mojo Club“ 2013 wieder eröffnet.
Nicht weniger wechselvoll ist die Geschichte des 1841 unter dem Namen „Circus Gymnasticus“ mit 3000 Sitzplätzen eröffneten Operettenhauses und des gleichfalls 1841 als „Urania-Theater“ eröffneten St.-Pauli-Theaters, das heute das älteste Haus am Platz ist.
In „Schmidts Tivoli“ lebt das etwa 1890 nach den Plänen der Architekten Bahre und Querfeld erbaute „Tivoli Concerthaus“ weiter. Das Panoptikum Hamburg befindet sich noch am selben Ort wie bei seiner Gründung 1879.
Ab 1863 hatte Carl Hagenbeck sen. am Spielbudenplatz eine Menagerie betrieben, aus der später der Tierpark Hagenbeck in Stellingen hervorging. Seit 1896 hatte der schon 1901 verstorbene Hein Köllisch hier sein eigenes Theater: Hein Köllischs Universum, später Köllischs Lachbühne. Eines der ersten Kinos in Deutschland war der 1906 von Eberhard Knopf errichtete Kinosaal Spielbudenplatz 19, von dem Reste in der Prinzenbar erhalten sind.

### Tiefbunker
Unter dem Spielbudenplatz entstand zwischen Ende 1940 und Mitte 1942 ein zweigeschossiger Tiefbunker für 5.000 Menschen. In den Bombennächten des Zweiten Weltkrieges sollen sich darin jedoch bis zu 20.000 Menschen aufgehalten haben. Nach dem Krieg erfolgte der Umbau zur Tiefgarage für etwa 430 Personenwagen.

### Esso-Station Reeperbahn

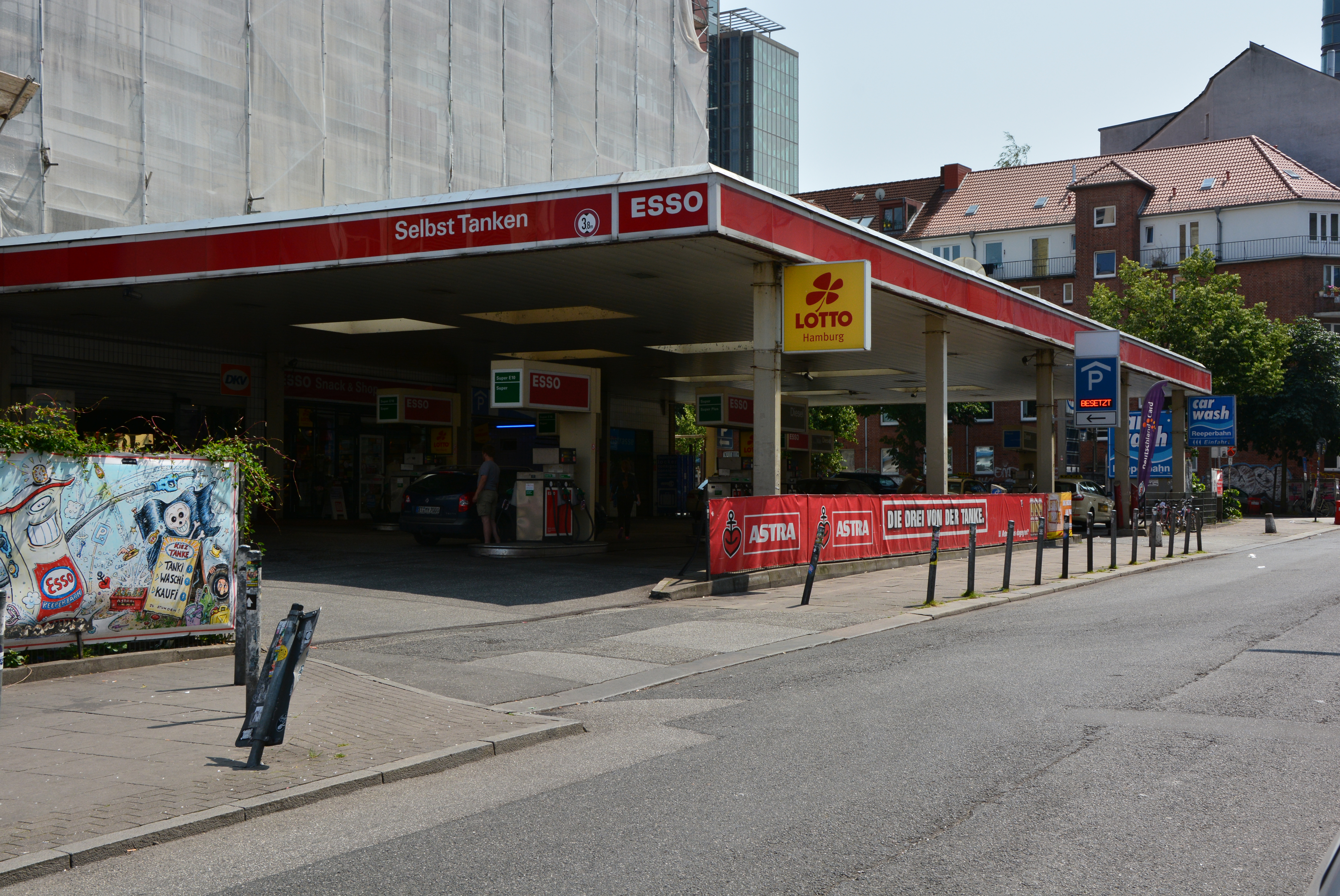
Esso-Tankstelle Reeperbahn

Parallel dazu wurde 1949 eine oberirdische Tankstelle gebaut, die später in die Taubenstraße hinein verlegt wurde. Die sogenannte „Kieztanke“ war bis zu ihrer Schließung am 15. Dezember 2013 ein beliebter Treffpunkt im Hamburger Nachtleben. Sie war durchgehend geöffnet, hatte in ihrem Laden das angeblich längste Getränke-Kühlregal Hamburgs, beschäftigte circa 50 Mitarbeiter und wurde ohne Mitteilung verlässlicher Zahlen als „umsatzstärkste und bekannteste Tankstelle Deutschlands“ bezeichnet.
Im Mai 2014 begann der Abriss der Tankstelle und der angrenzenden „Esso-Häuser“.

### 1960er Jahre
In den 1960er Jahren wurde der Platz mit modernistischen Glaspavillons bebaut, die zwanzig Jahre später sehr heruntergekommen waren und deshalb abgerissen wurden. Danach blieb die 300 Meter lange Fläche lange leer und ungenutzt.

### Ansätze zur Umgestaltung
Verschiedene Vorschläge für eine Neugestaltung des Platzes scheiterten. Der aus einem Wettbewerb Mitte der 1990er Jahre siegreich hervorgegangene Entwurf von Niki de Saint-Phalle kam auch wegen des Todes der Künstlerin nicht zur Ausführung. Auch der von Bausenator Mario Mettbach bei Jeff Koons bestellte Entwurf für die Installation von zwei 110 Meter hohen Kränen, an denen zwei monströse Gummienten mit Schwimmring hängen sollten, wurde nicht verwirklicht.

### Umgestaltung 2006

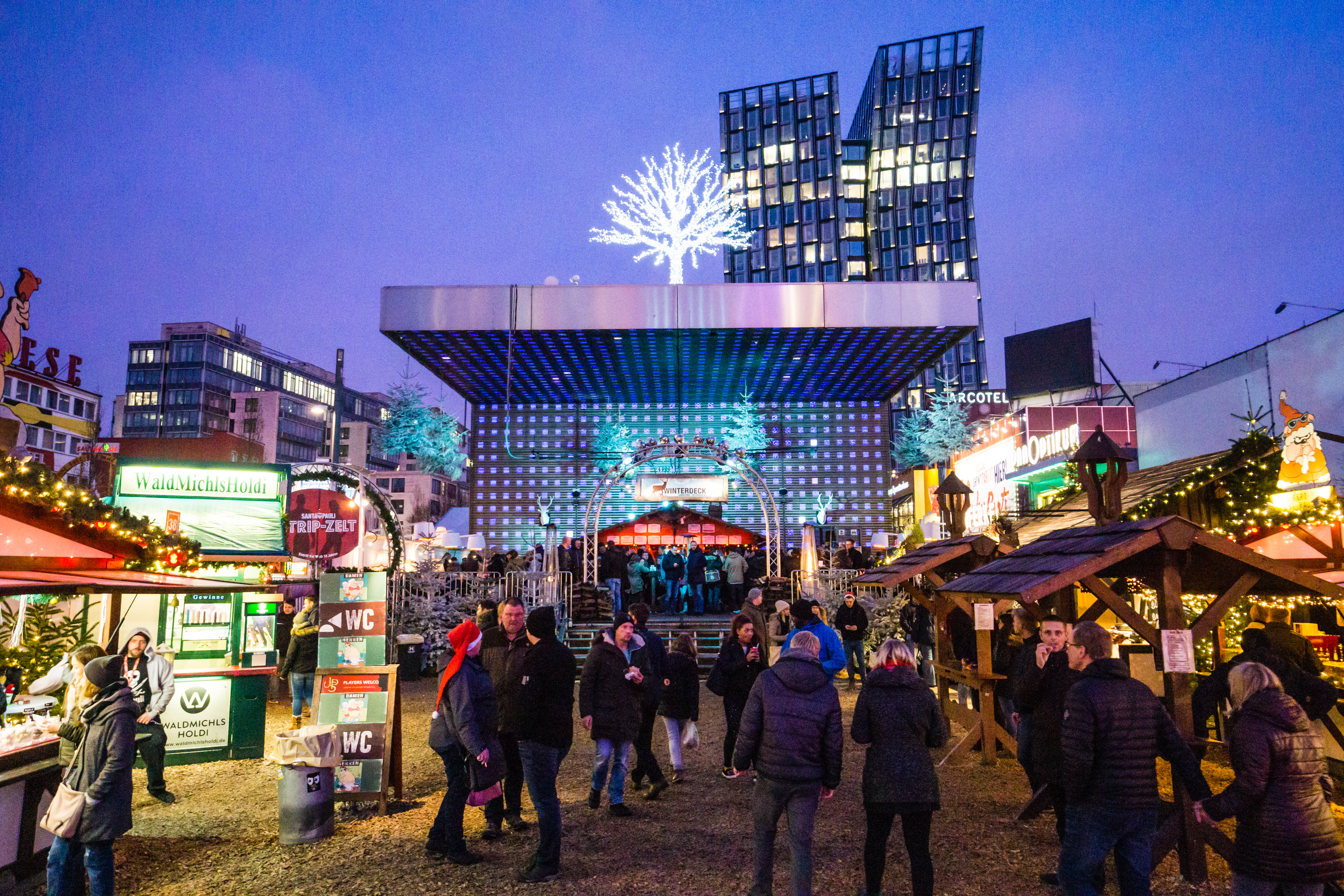
Die Freilichtbühne als Winterdeck

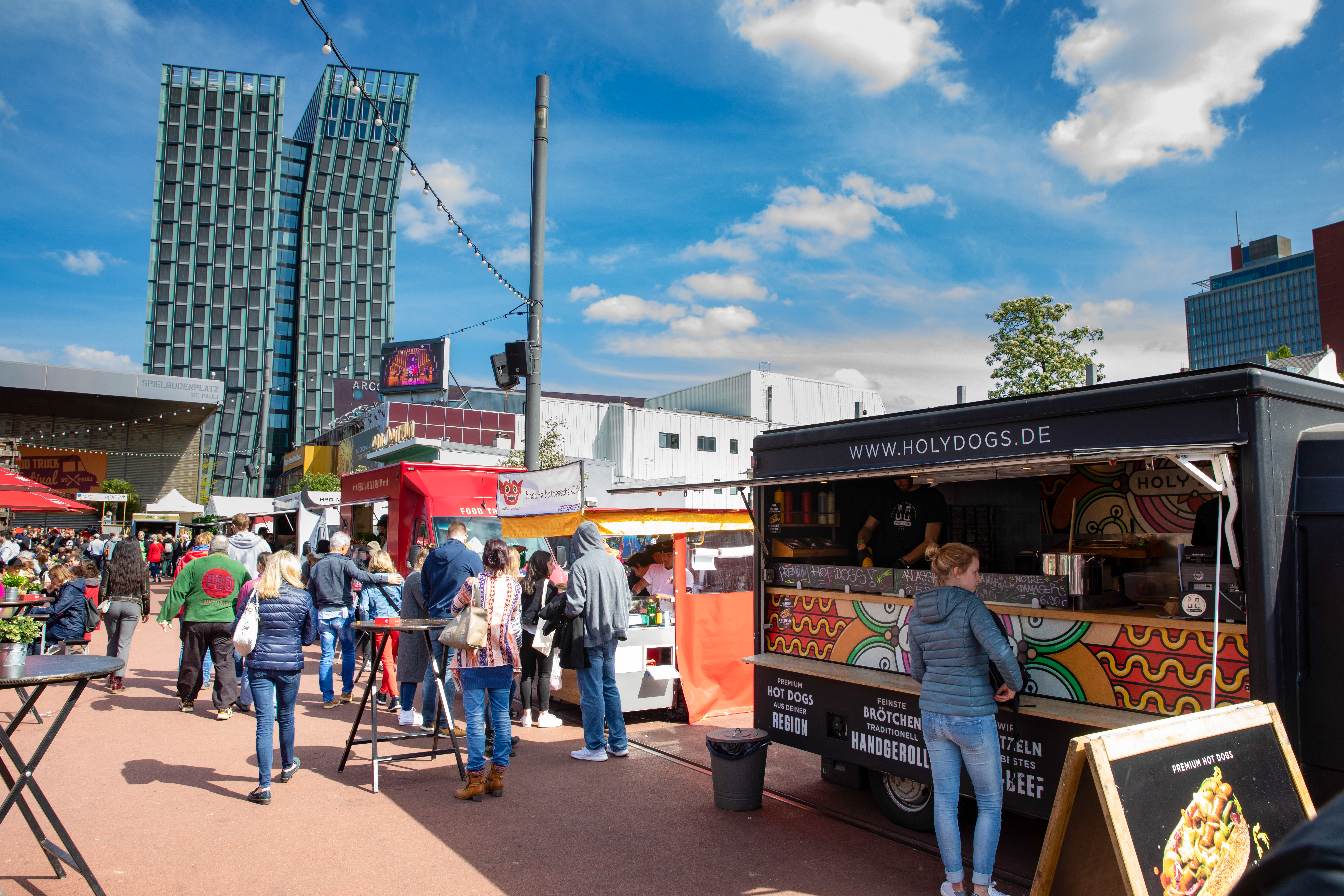
Der Spielbudenplatz beim Food Truck Festival 2019

Im Dezember 2004 wurde ein internationaler Architekturwettbewerb ausgeschrieben, an dem nahezu 300 Architekten, Künstler und Designer teilnahmen. Der drittplatzierte Entwurf des Landschaftsarchitektur-Büros Lützow 7 wurde umgesetzt: Zwei einander gegenüber liegende, fahrbare Freilichtbühnen ohne fest installierte Bestuhlung zur Durchführung regelmäßiger Veranstaltungen.
Am 2. Juni 2006 wurde der 9,7 Millionen Euro teure Umbau offiziell eingeweiht. Zwei Restaurationsterrassen, überstanden von Bäumen, bieten der Planung nach Aufenthaltsmöglichkeiten an den „Kopfseiten“ des langgestreckten Platzes. In der Nacht auf den 8. September 2015 wurde die westliche der beiden Bühnenkonstruktionein durch ein Feuer total zerstört. Die Polizei geht von Brandstiftung aus.
Ausgestellte Entwürfe stießen 2004 bei Anwohnern auf verhaltene Reaktionen. Im Jahr 2008 kritisierten Bezirk und Baubehörde die nicht vertragsgemäße Nutzung der Bühnen. Die Mängelliste mit insgesamt 19 Kritikpunkten umfasste unter anderem die fehlende Attraktivität des kulturellen Programms, eine teils fehlende Auslastung sowie eine nicht zufriedenstellende optische Gestaltung. Die Kritik wurde von den Betreibern größtenteils zurückgewiesen.

## Nutzung seit 2006

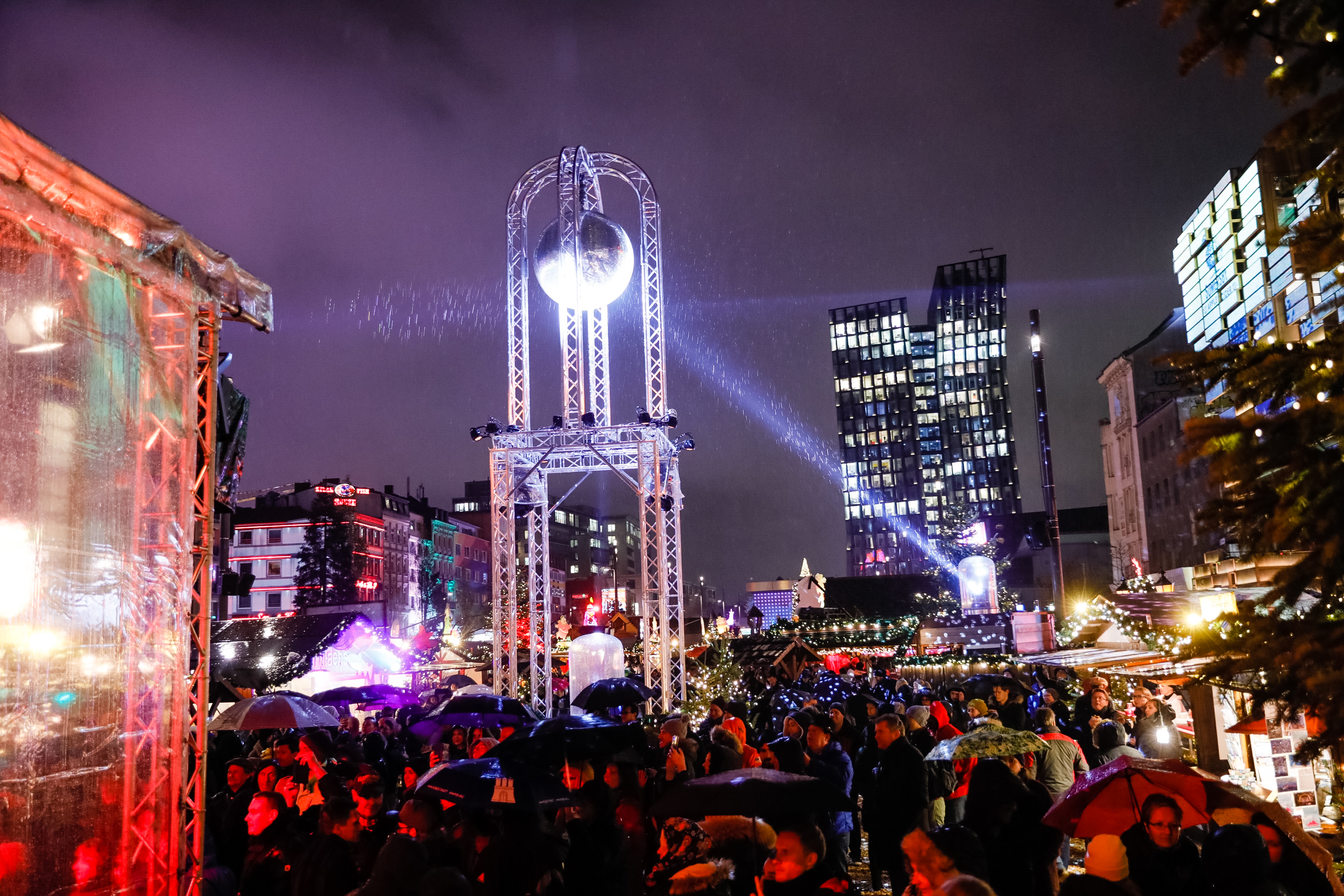
SANTA PAULI 2019 auf dem Spielbudenplatz

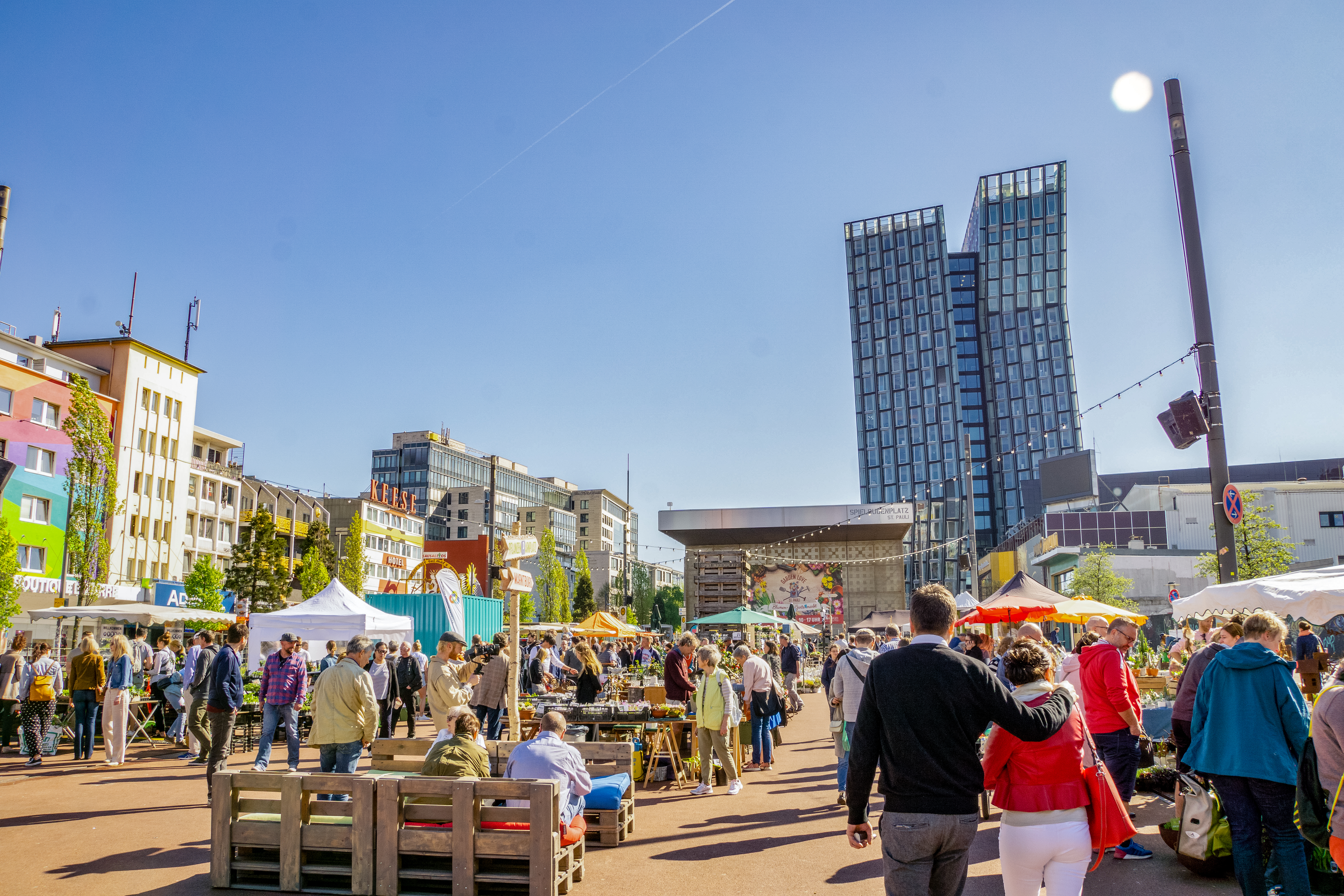
Der Spielbudenplatz bei der Veranstaltung „Garden Love“ im Jahr 2019

- von April bis Ende September Biergartengastronomie Sommergärten mit täglicher Live-Musik auf Kleinkunstbühnen
- In der Vorweihnachtszeit ist der Spielbudenplatz Schauplatz von Santa Pauli - Hamburgs geilstem Weihnachtsmarkt und des Winterdecks auf der Bühne vor dem Operettenhaus.
- Seit März 2007 findet jeden Mittwoch zwischen 16 und 23 Uhr (von November - März zwischen 16 und 22 Uhr) der St. Pauli Nachtmarkt, ein Wochenmarkt, statt.
- weitere Märkte und Veranstaltungen, die regelmäßig auf dem Spielbudenplatz stattfinden, sind der Viertel Meile Designmarkt, das Food Truck Festival, das St. Pauli Winzerfest, der Gartenmarkt Garden Love St. Pauli, sowie Flohmärkte.[14]
- Public Viewing Aufstieg FC St. Pauli Mai 2007
- Public Viewing Fußball-WM 2006, Fußball-EM 2008, Fußball-WM 2010 sowie die Fußball-EM 2021 unter Hygiene-Auflagen aufgrund der Corona-Pandemie.[15]

## Kulturdenkmal
Außer der Davidwache, dem St. Pauli Theater und Schmidts Tivoli stehen auch die Fassade des ehemaligen St. Pauli-Bades Spielbudenplatz 26 und die Reste von Knopfs Kinosaal Spielbudenplatz 19 unter Denkmalschutz.

## Bilder

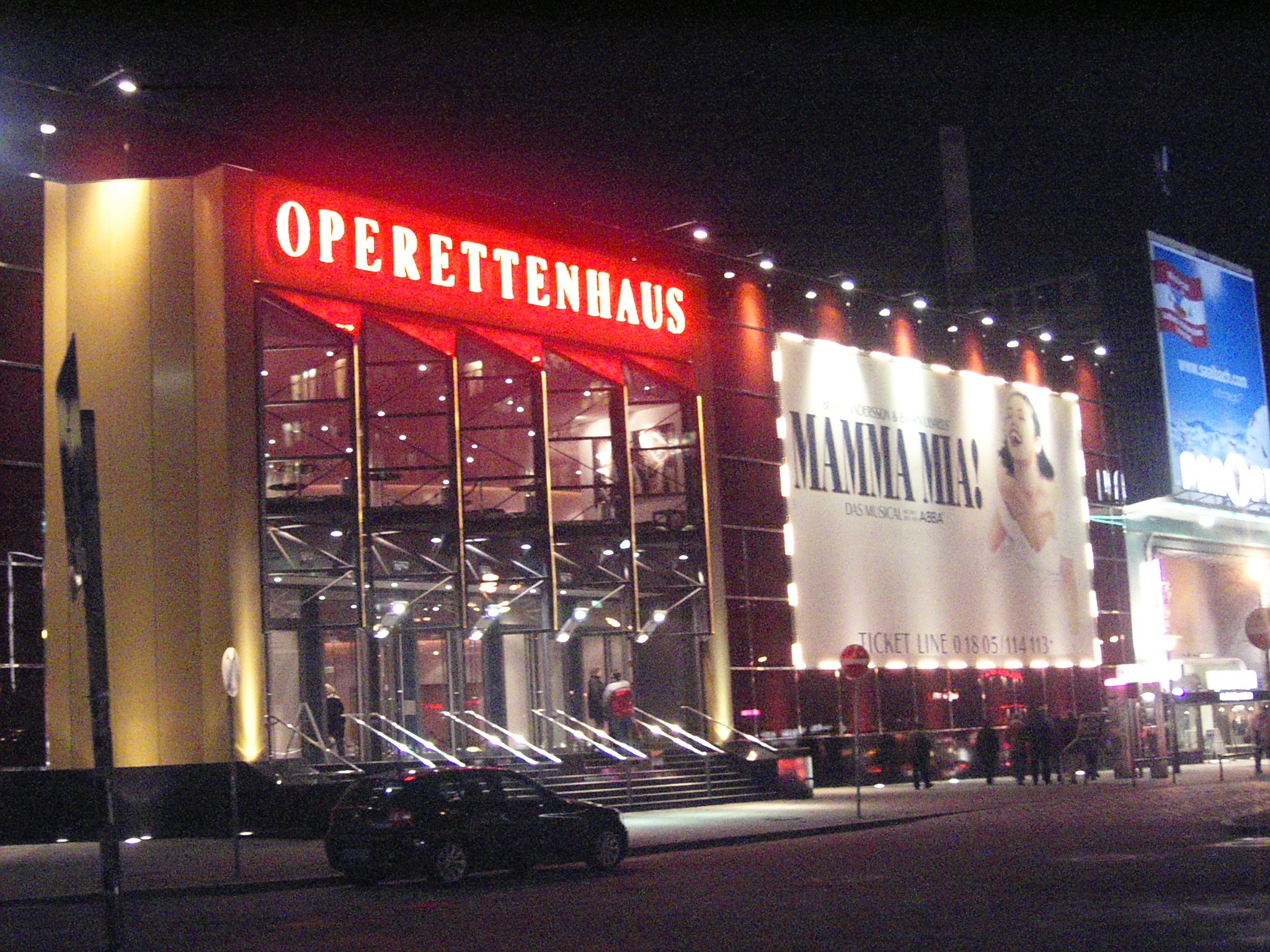
Das Operettenhaus
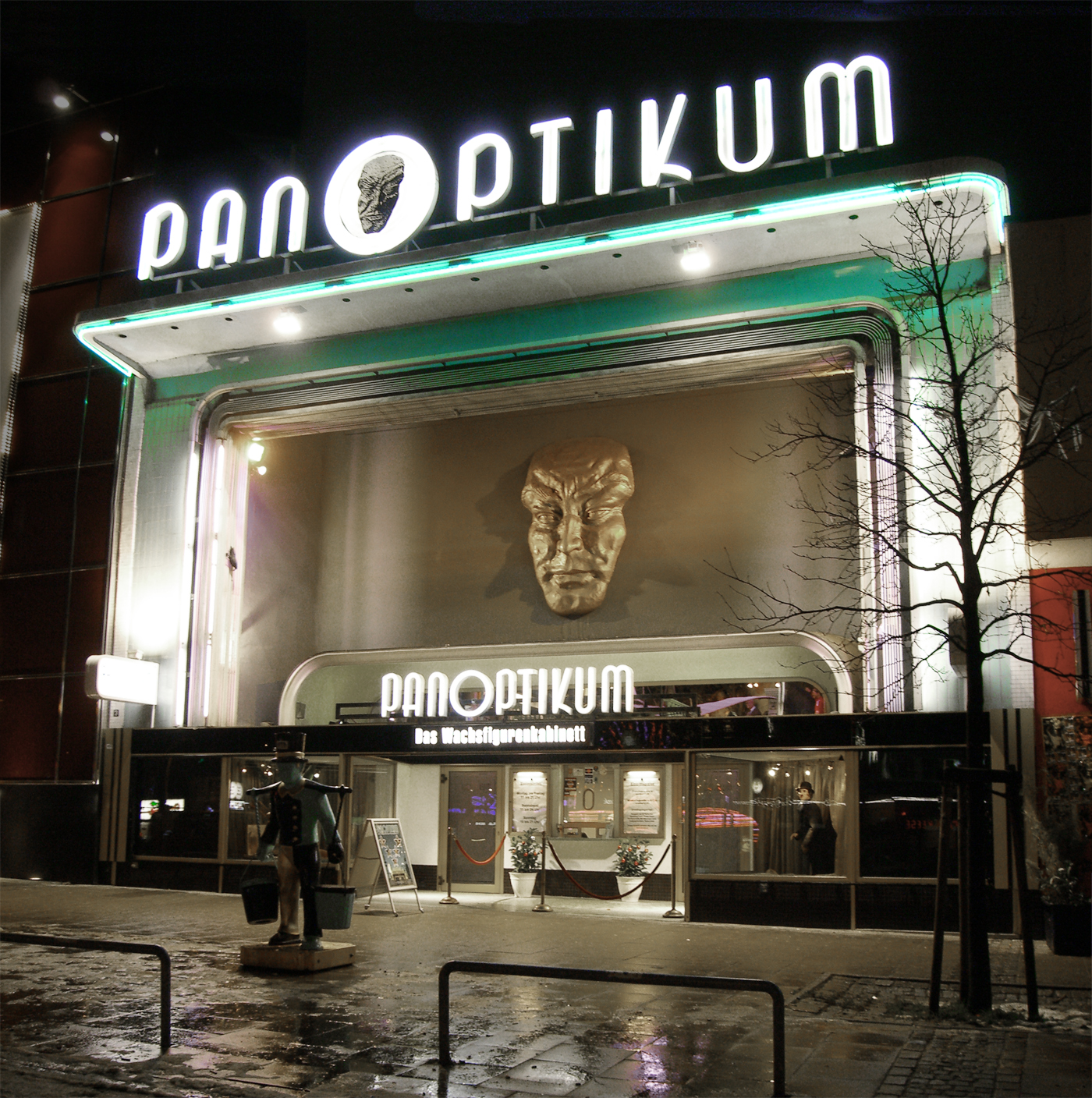
Wachsfigurenkabinett Panoptikum
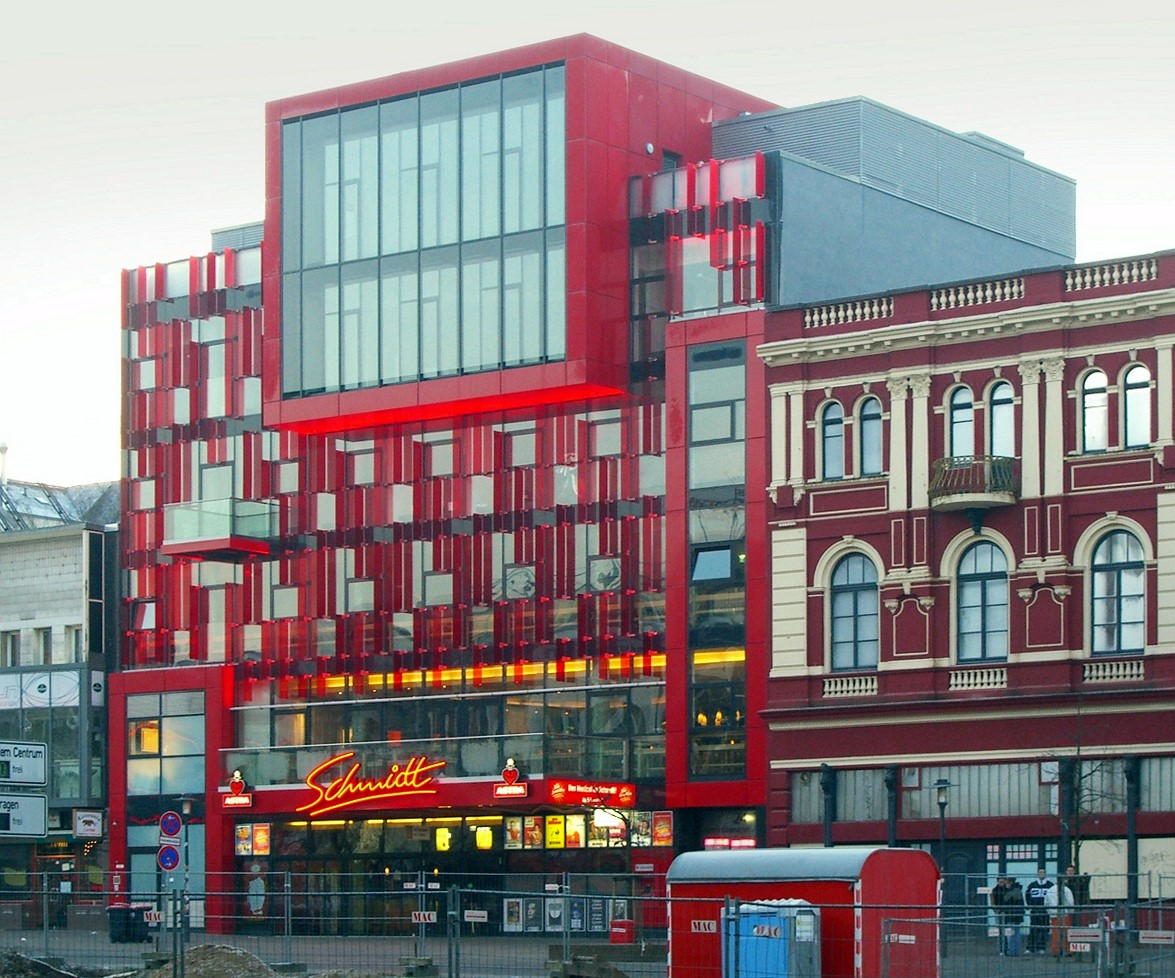
Das neue Schmidt-Theater
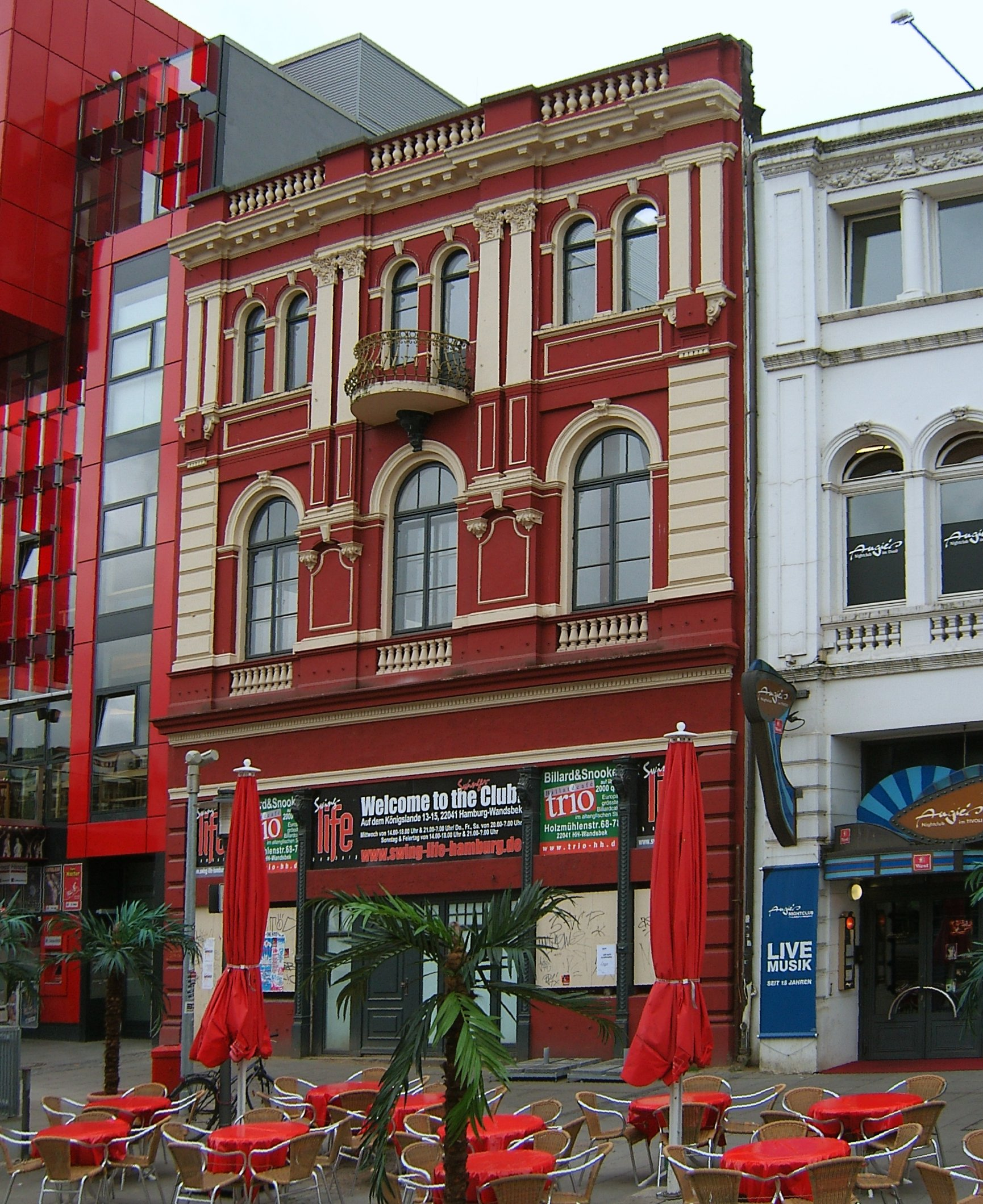
Fassade des ehemaligen St. Pauli-Bades
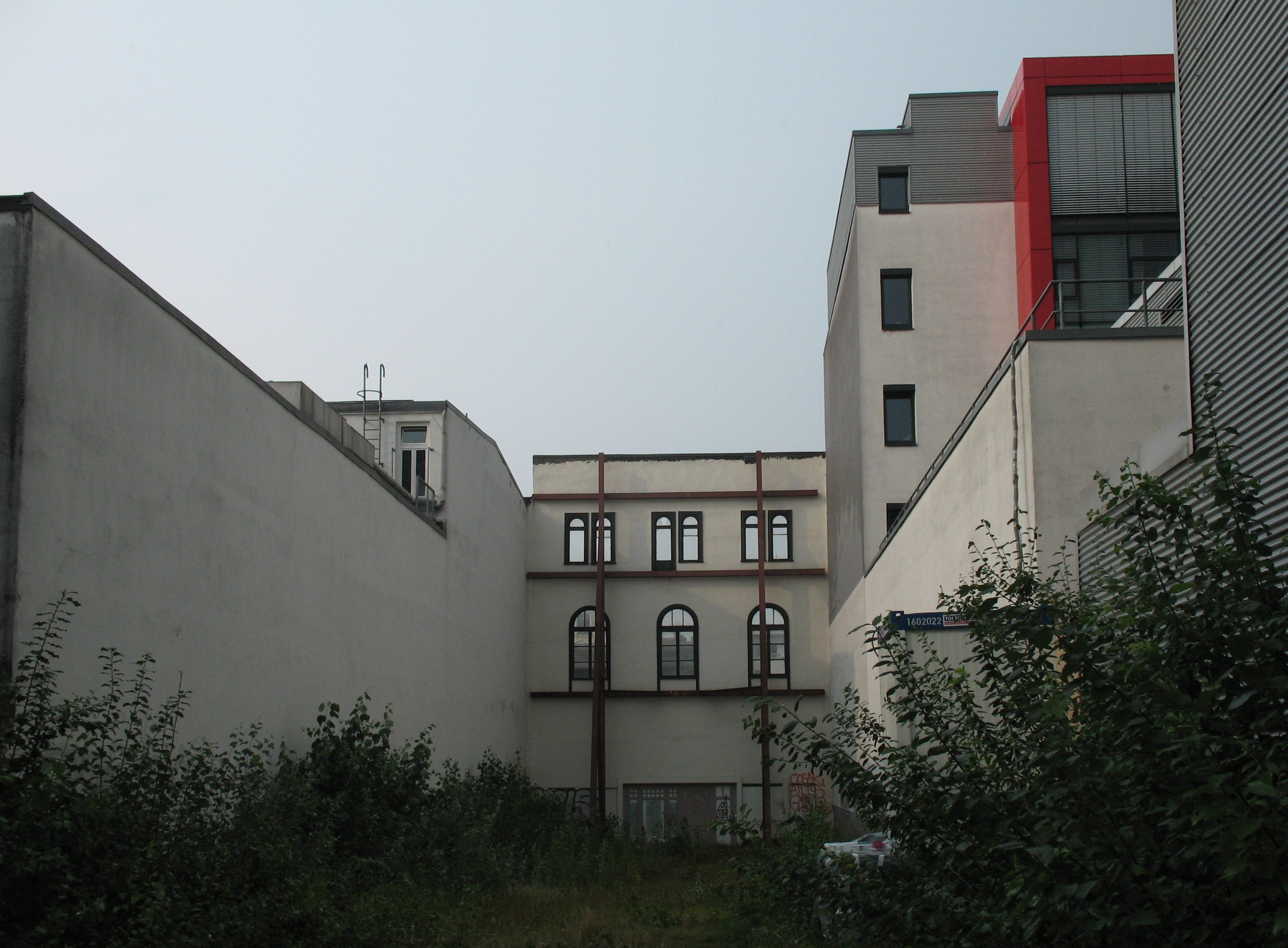
Rückseite des ehemaligen St. Pauli-Bades (Kastanienallee 30)
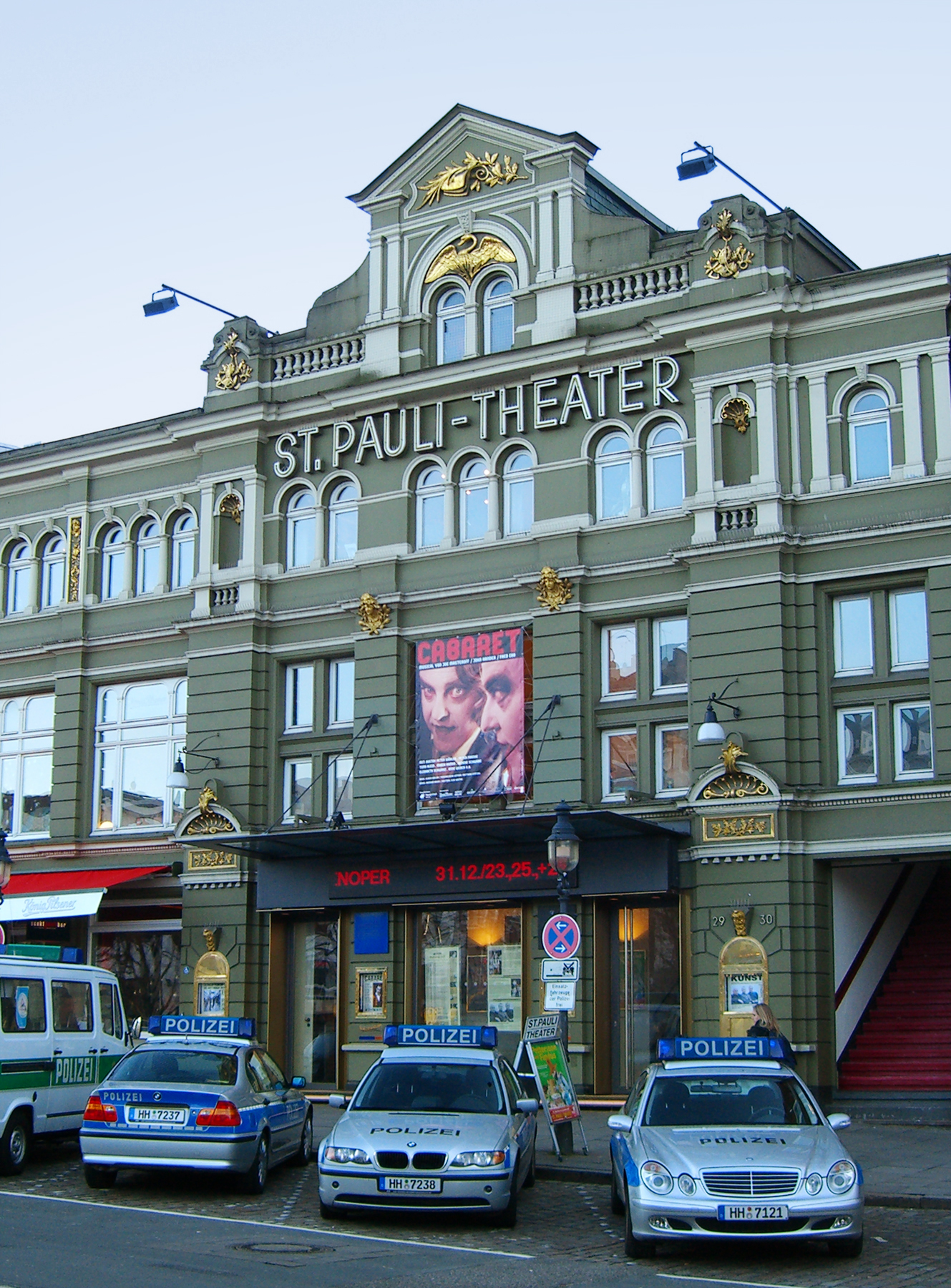
St. Pauli Theater
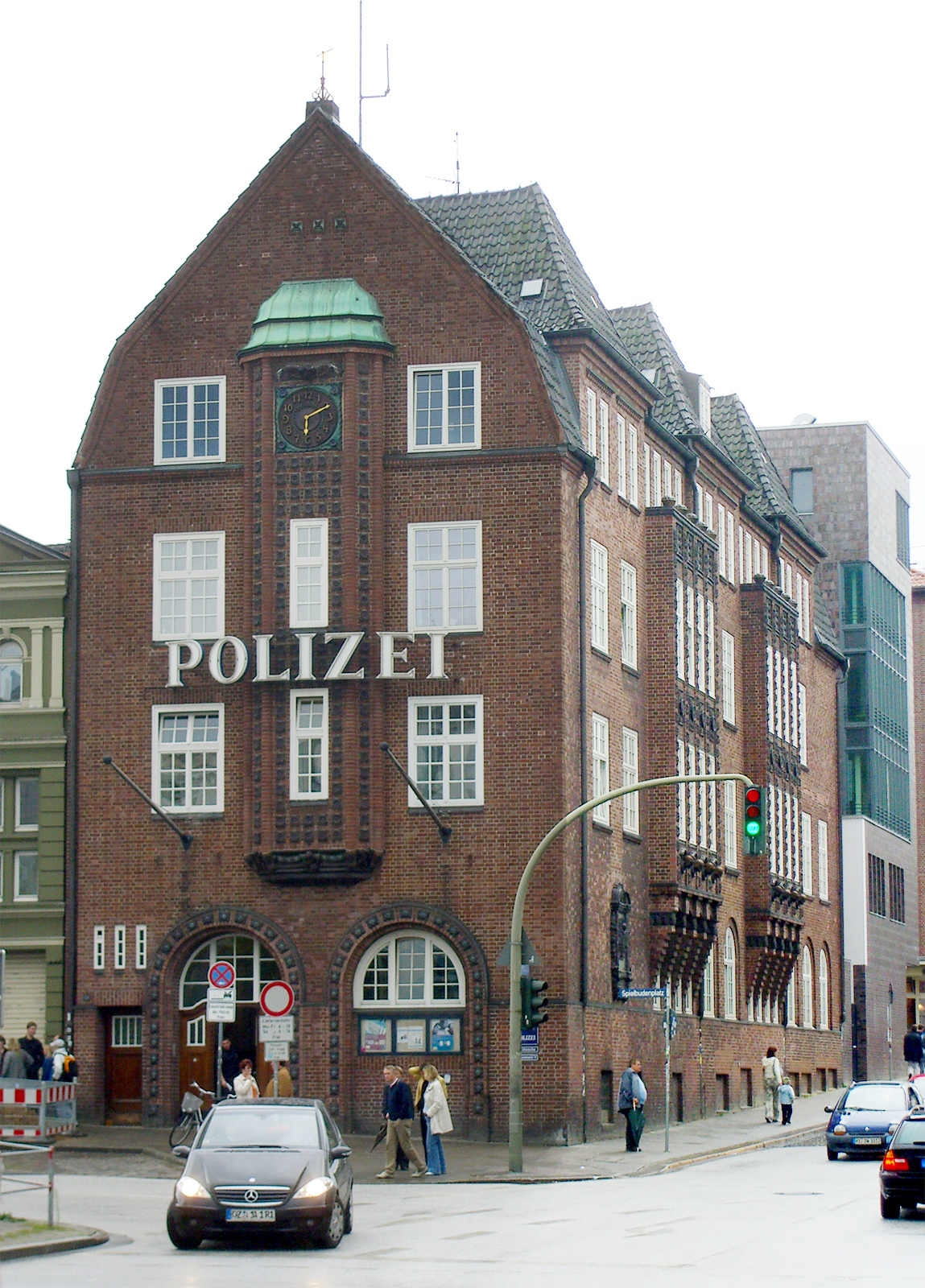
Davidwache
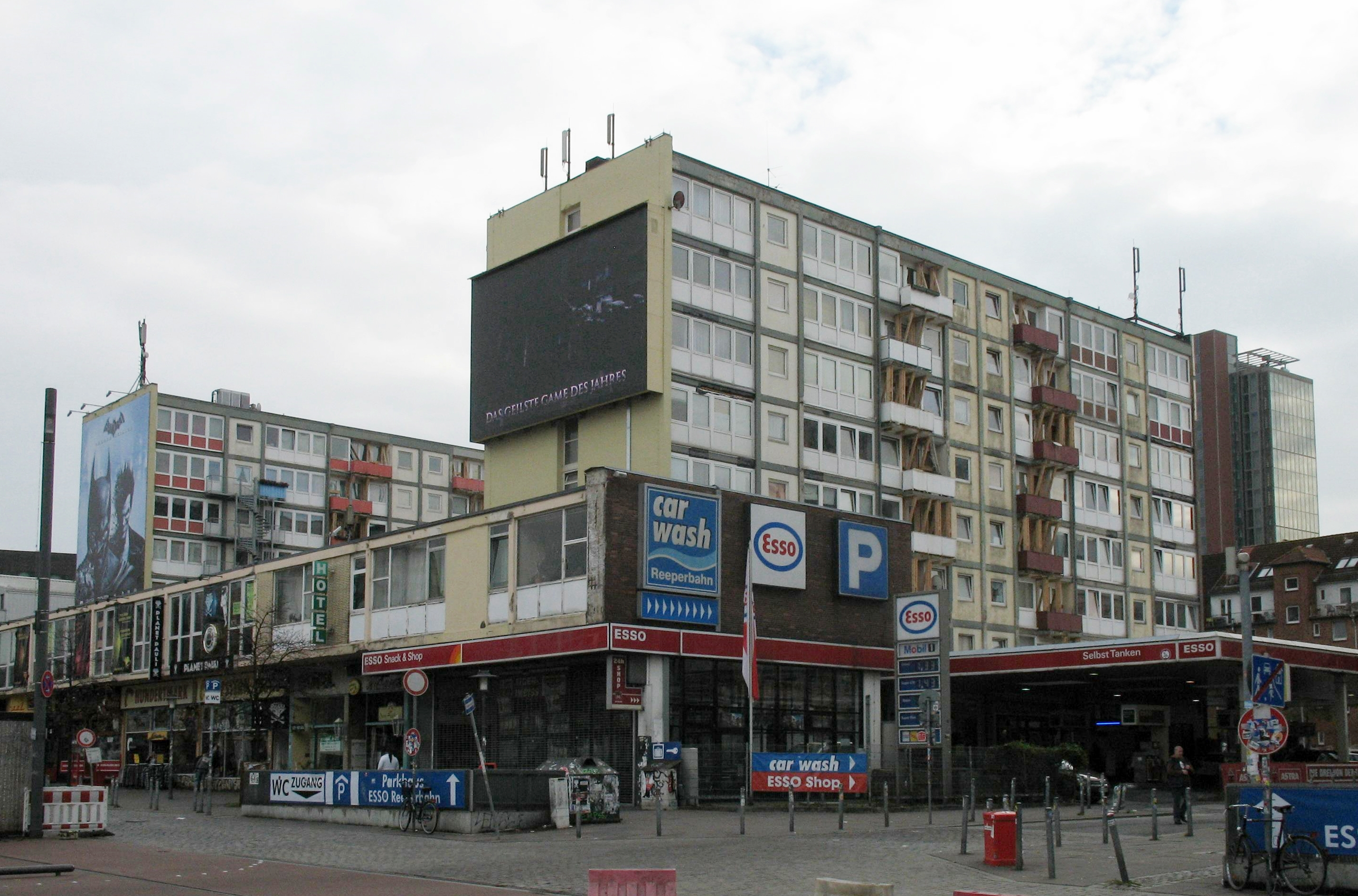
Esso-Häuser (2013)
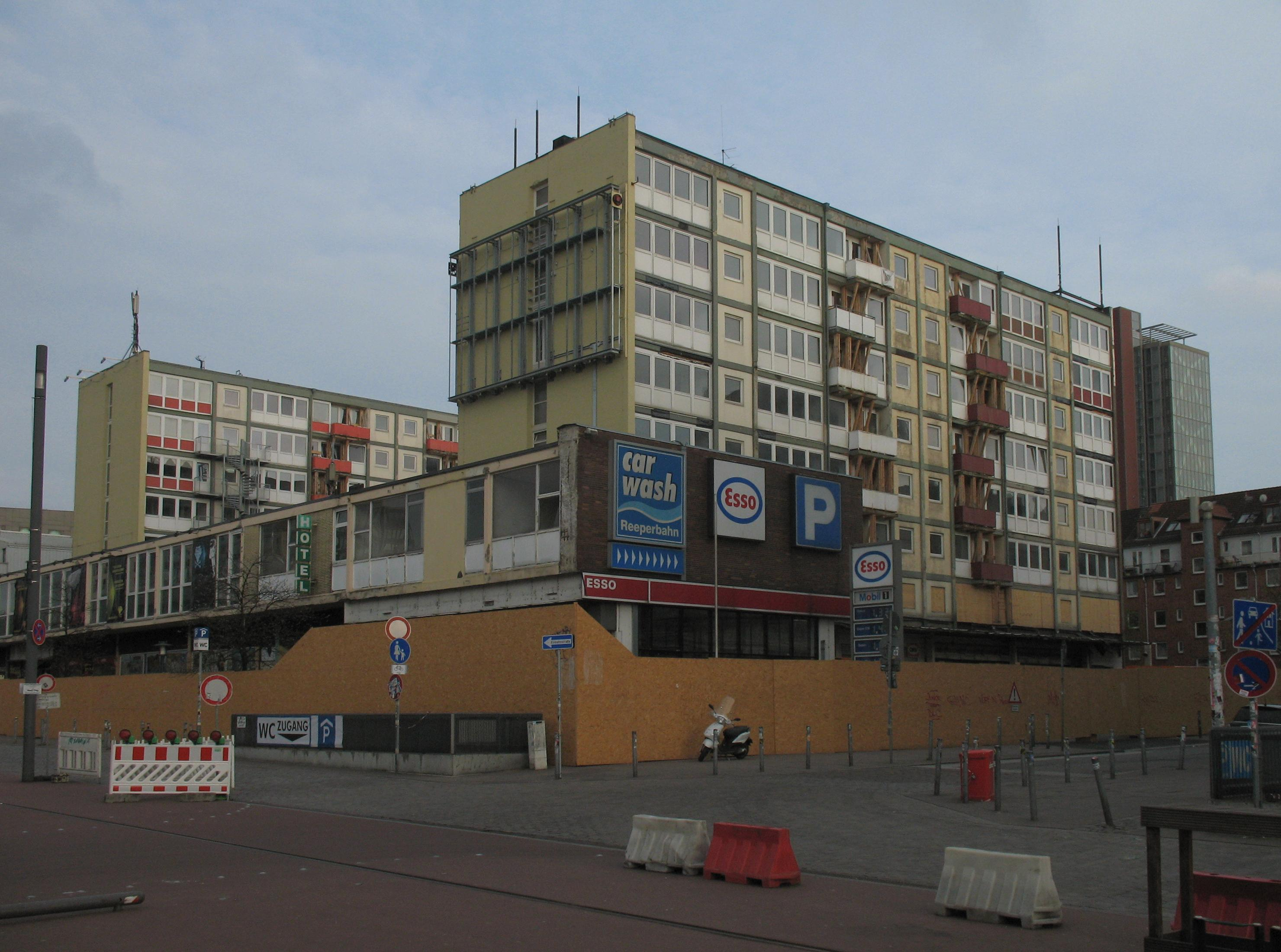
Esso-Häuser vor dem Abriss 2014
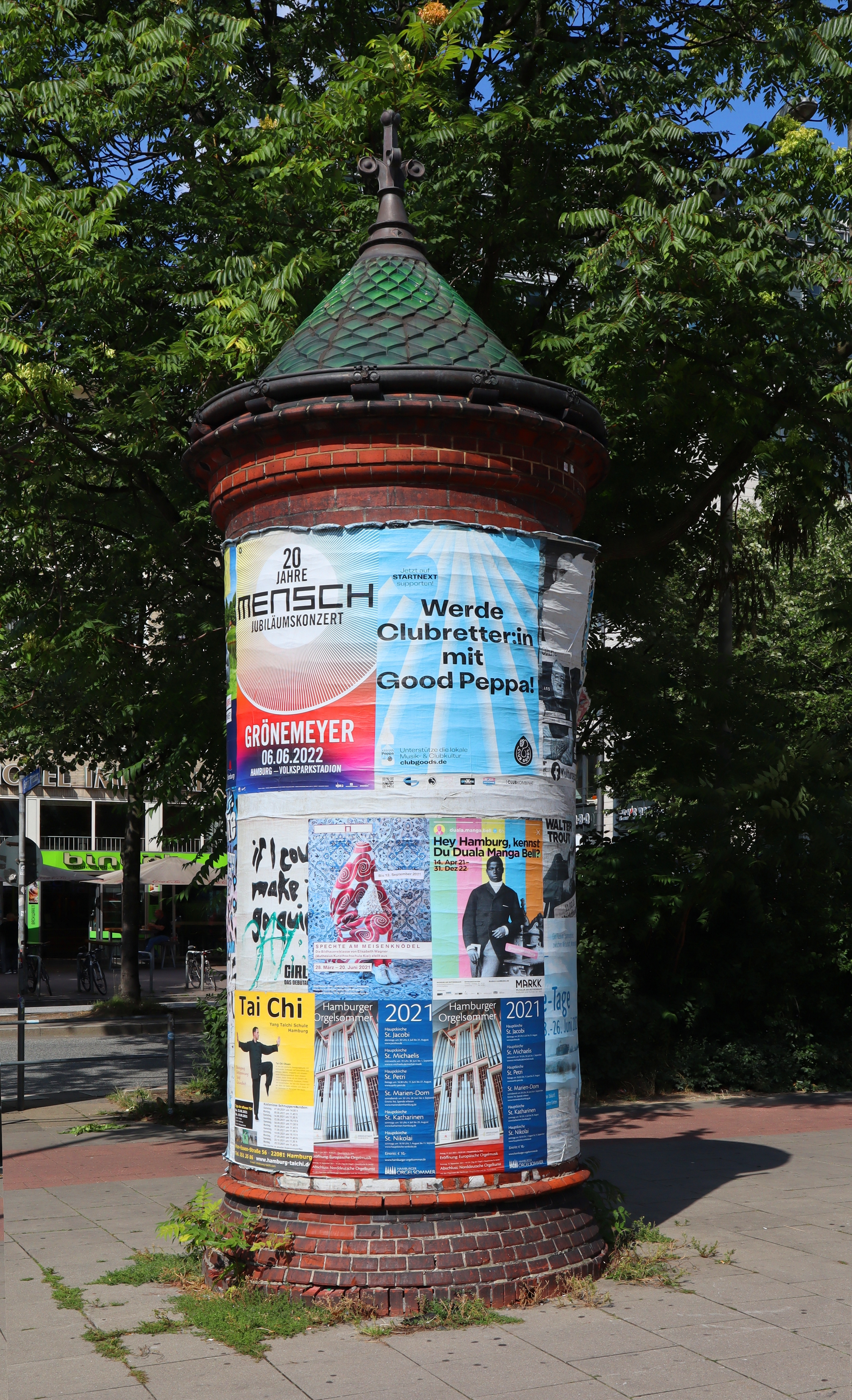
Historische Litfaßsäule